# Haddon Sundblom
Haddon Hubbard Sundblom, noto come Haddon "Sunny" Sundblom (Muskegon, 22 giugno 1899 – Chicago, 10 marzo 1976), è stato un illustratore e pittore statunitense.
È noto soprattutto per il Babbo Natale che creò per l'agenzia pubblicitaria D'Arcy e che fu impiegato per reclamizzare la Coca-Cola, dal Natale del 1931, fino a quello del 1964.

## Biografia
Haddon Hubbard Sundblom studiò arte all'Art Institute of Chicago e all'American Academy of Art. In quegli anni Chicago si distingueva a livello nazionale per l'eccellenza nei campi della pubblicità e dell'illustrazione.
Nel 1920 cominciò l'apprendistato presso lo studio di grafica pubblicitaria di Charles Everett Johnson. Nonostante il suo incarico prevedesse solo compiti semplici come pulire i pennelli e miscelare i colori per gli artisti che lavoravano lì, Sundblom ebbe modo di osservare da vicino le loro tecniche e di sviluppare le proprie capacità.
Nel 1925, insieme ai colleghi Howard Stevens ed Edwin Henry, aprì una agenzia in proprio, che ben presto cominciò ad impiegare i più promettenti illustratori del Paese..
Nel portfolio clienti dell'agenzia c'erano nomi come Packard, Ford, Lincoln, Palmolive, sapone Camay, Goodyear, e ovviamente Coca-Cola, con la quale avviò una collaborazione più che trentennale. 
Nonostante i numerosi premi e le molte onorificenze che Sundblom ricevette durante la sua lunga carriera, viene oggi ricordato ovunque soprattutto per l'immagine di Santa Claus che creò per Coca-Cola per la prima volta nel 1931.
Discostandosi dalla tradizione precedente, che raffigurava Santa Claus come uno gnomo vestito di verde, blu, bianco o rosso, Sundblom si rifece alla descrizione presente nel poema di Clement Moore “Twas the Night bifore Christmas” (1822) e diede vita a un Santa Claus più umano e realistico, una figura allegra e rassicurante, vestito di rosso e bianco (i colori del logo Coca-Cola). Sundblom stesso dichiarò di avere inizialmente utilizzato, come modello per i lineamenti di Santa Claus, un anziano vicino di casa e che, dopo la morte di questi, usò il proprio volto. Anche altri membri della sua famiglia furono ritratti nelle sue illustrazioni.